# Andrzej Marek Grabowski
Andrzej Marek Grabowski (ur. 22 lipca 1956 w Warszawie) – polski autor, scenarzysta filmów i programów telewizyjnych dla dzieci, pisarz.

## Życiorys
Andrzej Grabowski jest absolwentem Wydziału Pedagogicznego Uniwersytetu Warszawskiego.
Autor telewizyjnych programów dla dzieci, książek, scenariuszy filmowych oraz ponad 500 piosenek, między innymi takich jak np. Kulfon, co z ciebie wyrośnie?, Witaminki czy Kropelka złotych marzeń. Współzałożyciel (wraz z Ewą Chotomską) dziecięcego zespołu wokalno-tanecznego Fasolki (1983). Andrzej Grabowski był również twórcą, redaktorem naczelnym i producentem miesięcznika dla dzieci „Ciuchcia” (1994–2000).

## Programy telewizyjne
- 1983–1985: Fasola
- 1983–1986: Tik-Tak, także jako prowadzący – Pan Tik Tak[4]
- 1986–1989: Wyprawy profesora Ciekawskiego, także jako prowadzący – Profesor Ciekawski
- 1989–1990: Trąba, także jako prowadzący – Profesor Ciekawski
- 1990–1991: Lizak, także jako prowadzący – Profesor Ciekawski
- 1991–2000: Ciuchcia, także jako prowadzący – Profesor Ciekawski
- 2001–2012: Budzik

## Filmy
- Kulfon, co z ciebie wyrośnie? – 36 odcinków
- Bardzo przygodowe podróże Kulfona – 7 odcinków
- Mordziaki (na podstawie książki Joanny Hartwig Sosnowskiej) – 8 odcinków
- Sceny z życia smoków (na podstawie książki Beaty Krupskiej) – 7 odcinków
- Gdzie jest nowy rok?!
- Bukolandia – odc. 3

## Książki
- 1988: Zając Poziomka (wraz z Ewą Chotomską). Wydawnictwa Radia i Telewizji.
- 1996: Kulfon i Monika. Zapraszamy do przygody. Wydawnictwo Podsiedlik.
- 2008: Dziwne historyjki. Wydawnictwo Pert.
- 2008: Wielkie przeboje Krzysia, Profesorka i Fasolek. Wydawnictwo Pert.
- 2009: Pirat Jędruś. Wydawnictwo Literatura.
- 2010: Kulfon, co z ciebie wyrośnie?! Przeboje Profesora Ciekawskiego. Wydawnictwo Literatura. ISBN 978-83-7672-078-4.
- 2011: Zenek i mrówki (książka wpisana na Złotą Listę Fundacji Cała Polska czyta dzieciom[5]). Wydawnictwo Media Rodzina.
- 2011: Afera smoka Nudożera, ISBN 978-83-7672-153-8. Wydawnictwo Literatura.
- 2014: Wojna na Pięknym Brzegu. Wydawnictwo Literatura. (Książka wpisana na Złotą Listę Fundacji Cała Polska czyta dzieciom)
- 2014: Instrukcja obsługi Pieska Jacósia. Wydawnictwo Literatura.
- 2016: Mumciuś. Wydawnictwo Literatura.
- 2016: Dziewczynka ze srebrnym zębem. Wydawnictwo Media Rodzina; wyróżnienie 24. Ogólnopolskiej Nagrody Literackiej im. Kornela Makuszyńskiego 2017[6].
- 2018: Śpiewamy z Fasolkami przeboje Taty i Mamy (wraz z Ewą Chotomską i Krzysztofem Marcem). Wydawnictwo Literatura[7].
- 2018: Ambroży Pierożek – przyjaciel smoków. Wydawnictwo Adamada.
- 2020: Jonatan i Biały Kruk. Wydawnictwo Adamada.
- 2022: Dlaczego mnie zabiłaś? Wydawnictwo Szelest.
- 2022: Biuro dzieci znalezionych. Wydawnictwo Literatura. Wyróżnienie w Ogólnopolskim konkursie Hestii 2023, Nagroda specjalna IBBY - książka roku 2024 w kategorii "Dziecko jest najważniejsze".
- 2023: Trzy krowy w niebieskich kajakach. Wydawnictwo Adamada. Wyróżnienie 31.Ogólnopolskiej Nagrody Literackiej im. Kornela Makuszyńskiego 2024.
- 2025: Dalsze przygody dobrego wojaka Szwejka. Wydawca - Fundacja Sąsiedzi.

Nagrody i odznaczenia
Złoty Ekran 1984 za program Tik-Tak
Odznaka Honorowa Za Zasługi dla Ochrony Praw Dziecka 2018